# 安養寺 (京都市中京区)
安養寺（あんようじ）は、京都市中京区にある浄土宗西山禅林寺派の寺院。山号は八葉山。本尊は阿弥陀如来。通称は倒蓮華寺（さかれんげじ）と呼ばれている。

## 歴史
寛仁2年（1018年）に、恵心僧都源信が大和国の當麻に蓮台院を建立する。その後、源信の妹である安養尼が入寺し、寺名を安養寺に改名した。
天永年間（1110年 - 1113年）、隆暹が京都に寺を移転させると、鎌倉時代に証仏が寺運を広めている。
天正年間（1573年 - 1592年）に、豊臣秀吉によって現在地に移された。
本尊の阿弥陀如来立像は八枚の蓮華を逆さまに置いた上に立っている。このことから当寺は倒蓮華寺（さかれんげじ）と呼ばれている。

## 境内
- 本堂 - 建物の2階にある。
- 庫裏 - 建物の1階にある。
- 弁天堂 - 建物の1階にある。
- 北向地蔵堂 - 建物の1階にある。
- 山門

## 前後の札所
洛陽六阿弥陀めぐり
4 安祥院　-　5 安養寺（倒蓮華寺）　-　6 誓願寺